# Lepanthes labiata
Lepanthes labiata är en orkidéart som beskrevs av Carlyle August Luer. Lepanthes labiata ingår i släktet Lepanthes och familjen orkidéer. Inga underarter finns listade i Catalogue of Life.